# Liste des entraîneurs de l'AS Saint-Étienne
Cette page présente la liste des entraîneurs de l'AS Saint-Étienne.

## Les entraîneurs
| #  | Période              | Nom                               |
| -- | -------------------- | --------------------------------- |
| 1  | 1933-1934            | Albert Locke                      |
| 2  | 1934                 | Harold Rivers                     |
| 3  | 1934-1936            | Thomas Duckworth                  |
| 4  | 1936-1937            | Zoltan Vago                       |
| 5  | 1937-1940            | Thomas Duckworth                  |
| 6  | 1940-1943            | Émile Cabannes                    |
| 7  | 1943-1950            | Ignace Tax                        |
| 8  | 1950-1959            | Jean Snella                       |
| 9  | 1959-nov. 1960       | René Vernier                      |
| 10 | nov. 1960-1961       | François Wicart                   |
| 11 | 1961-mars 1962       | Henri Guérin                      |
| 12 | mars 1962-1963       | François Wicart                   |
| 13 | 1963-1967            | Jean Snella                       |
| 14 | 1967-1972            | Albert Batteux                    |
| 15 | 1972-janv. 1983      | Robert Herbin                     |
| 16 | janv. 1983-1983      | Guy Briet                         |
| 17 | 1983-mars 1984       | Jean Djorkaeff                    |
| 18 | avril 1984-1984      | Robert Philippe                   |
| 19 | 1984-1987            | Henryk Kasperczak                 |
| 20 | 1987-1990            | Robert Herbin                     |
| 21 | 1990-1992            | Christian Sarramagna              |
| 22 | 1992-1994            | Jacques Santini                   |
| 23 | 1994-fév. 1996       | Élie Baup                         |
| 24 | fév. 1996            | Maxime Bossis (intérim)           |
| 25 | fév. 1996-1996       | Dominique Bathenay                |
| 26 | 1996-1997            | Pierre Mankowski                  |
| 27 | 1997-1998            | Pierre Repellini et Robert Herbin |
| 28 | 1998-oct. 2000       | Robert Nouzaret                   |
| 29 | oct. 2000            | Gérard Soler (intérim)            |
| 30 | oct. 2000-janv. 2001 | John Toshack                      |
| 31 | janv. 2001-2001      | Jean-Guy Wallemme et Rudi Garcia  |
| 32 | 2001-oct. 2001       | Alain Michel                      |
| 33 | oct. 2001-2004       | Frédéric Antonetti                |
| 34 | 2004-2006            | Élie Baup                         |
| 35 | 2006-2007            | Ivan Hašek                        |
| 36 | 2007-nov. 2008       | Laurent Roussey                   |
| 37 | nov. 2008-déc. 2009  | Alain Perrin                      |
| 38 | déc. 2009-2017       | Christophe Galtier                |
| 39 | 2017-nov. 2017       | Óscar García Junyent              |
| 40 | nov. 2017-déc. 2017  | Julien Sablé                      |
| 41 | déc. 2017-2019       | Jean-Louis Gasset                 |
| 42 | 2019-oct. 2019       | Ghislain Printant                 |
| 43 | oct. 2019-déc. 2021  | Claude Puel                       |
| 44 | déc. 2021            | Julien Sablé (intérim)            |
| 45 | déc. 2021-2022       | Pascal Dupraz                     |
| 46 | 2022-déc. 2023       | Laurent Batlles                   |
| 47 | déc. 2023            | Laurent Huard (intérim)           |
| 48 | déc. 2023-déc. 2024  | Olivier Dall'Oglio                |
| 49 | déc. 2024            | Laurent Huard (intérim)           |
| 50 | déc. 2024-...        | Eirik Horneland                   |

### Statistiques des entraîneurs

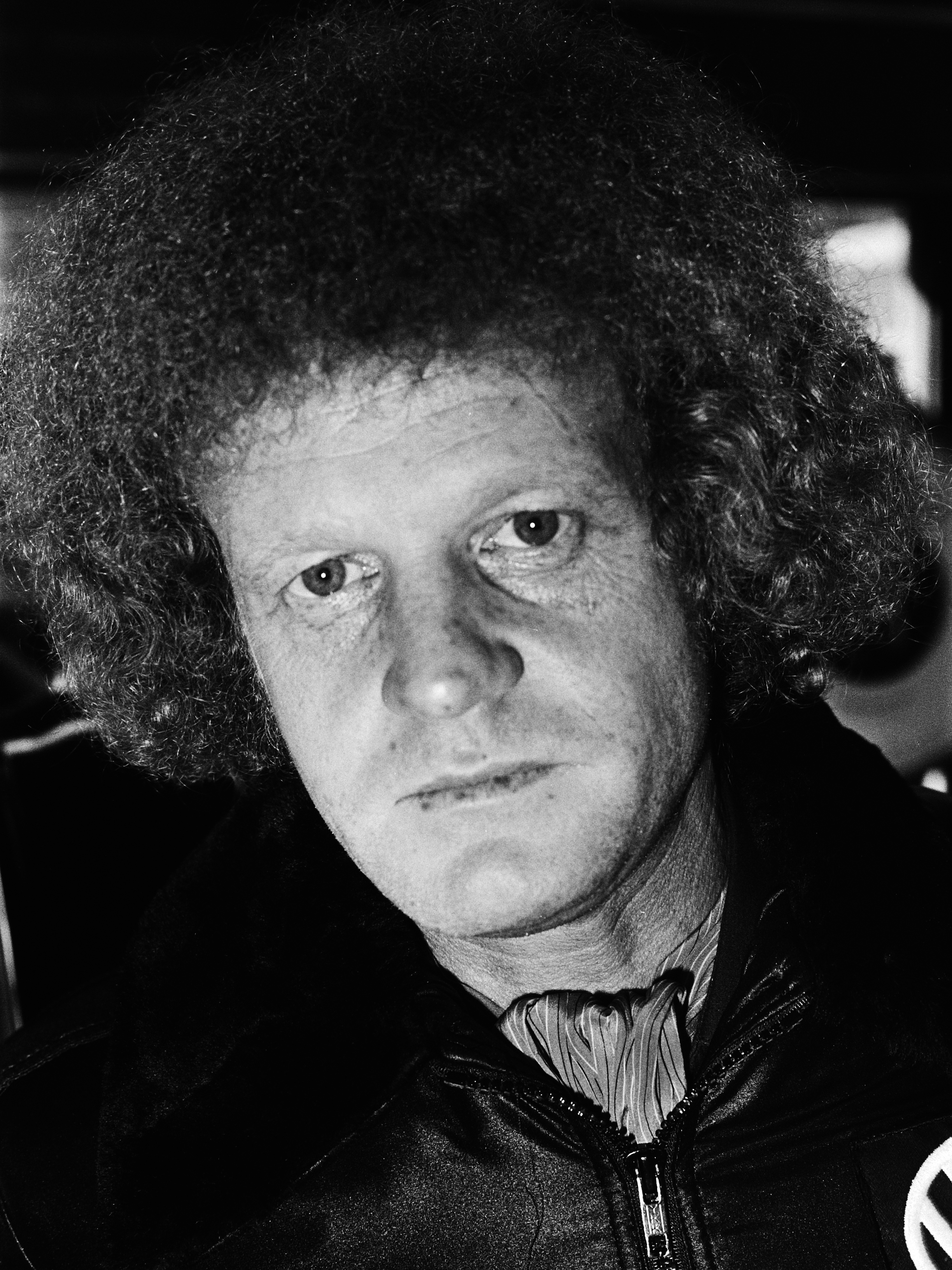
Robert Herbin, l'entraîneur avec le plus grand nombre de matchs à la tête de l'AS Saint-Étienne.

Entraîneurs avec le plus grand nombre de matchs à la tête de l'équipe
- Robert Herbin : 651 matchs[2]
- Jean Snella : 516 matchs[3]
- Christophe Galtier : 361 matchs[4],[5]
- Ignace Tax : 237 matchs[6]
- Albert Batteux : 230 matchs[7]
- Élie Baup : 158 matchs[8]
- Henryk Kasperczak : 123 matchs[9]
- Frédéric Antonetti : 121 matchs (uniquement en Division 2)[10]
- William Duckworth : 97 matchs[11].

Entraîneurs ayant entraîné plusieurs fois l'ASSE
- 3 fois :
  - 1 entraîneur : Robert Herbin.
- 2 fois :
  - 6 entraîneurs : Thomas Duckworth, Jean Snella, François Wicart, Élie Baup, Julien Sablé et Laurent Huard.

Entraîneurs ayant entraîné à plusieurs
- 2 duos : Pierre Repellini-Robert Herbin et Jean-Guy Wallemme-Rudi Garcia.

Entraîneurs ayant joué pour le club
- 16 entraîneurs : Émile Cabannes, Ignace Tax, Jean Snella, René Vernier, François Wicart, Robert Herbin, Robert Philippe, Christian Sarramagna, Jacques Santini, Dominique Bathenay, Pierre Repellini, Jean-Guy Wallemme (joueur-entraîneur), Laurent Roussey, Julien Sablé, Laurent Batlles et Laurent Huard.

Nationalité des entraîneurs
- 34 Français : Émile Cabannes, Jean Snella, René Vernier, François Wicart, Henri Guérin, Albert Batteux, Robert Herbin, Guy Briet, Jean Djorkaeff, Robert Philippe, Christian Sarramagna, Jacques Santini, Élie Baup, Maxime Bossis, Dominique Bathenay, Pierre Mankowski, Pierre Repellini, Robert Nouzaret, Gérard Soler, Jean-Guy Wallemme, Rudi Garcia, Alain Michel, Frédéric Antonetti, Laurent Roussey, Alain Perrin, Christophe Galtier, Julien Sablé, Jean-Louis Gasset, Ghislain Printant, Claude Puel, Pascal Dupraz, Laurent Batlles, Laurent Huard et Olivier Dall'Oglio
- 3 Anglais : Albert Locke, Harold Rivers et Thomas Duckworth
- 1 Hongrois : Zoltan Vago
- 1 Autrichien : Ignace Tax
- 1 Polonais : Henryk Kasperczak
- 1 Gallois : John Toshack
- 1 Tchèque : Ivan Hašek
- 1 Espagnol : Óscar García Junyent
- 1 Norvégien : Eirik Horneland.

## Galerie

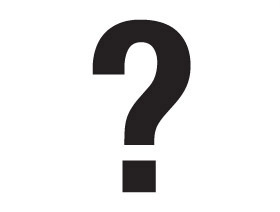
Albert Locke (1933-1934)
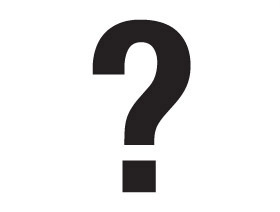
Harold Rivers (1934)
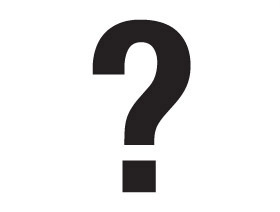
Thomas Duckworth (1934-1936 et 1937-1940)
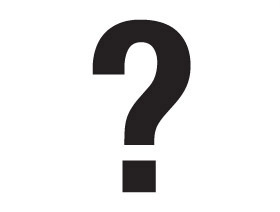
Zoltan Vago (1936-1937)
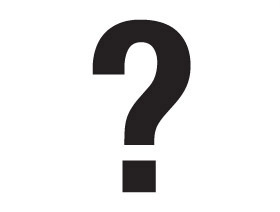
Émile Cabannes (1940-1943)
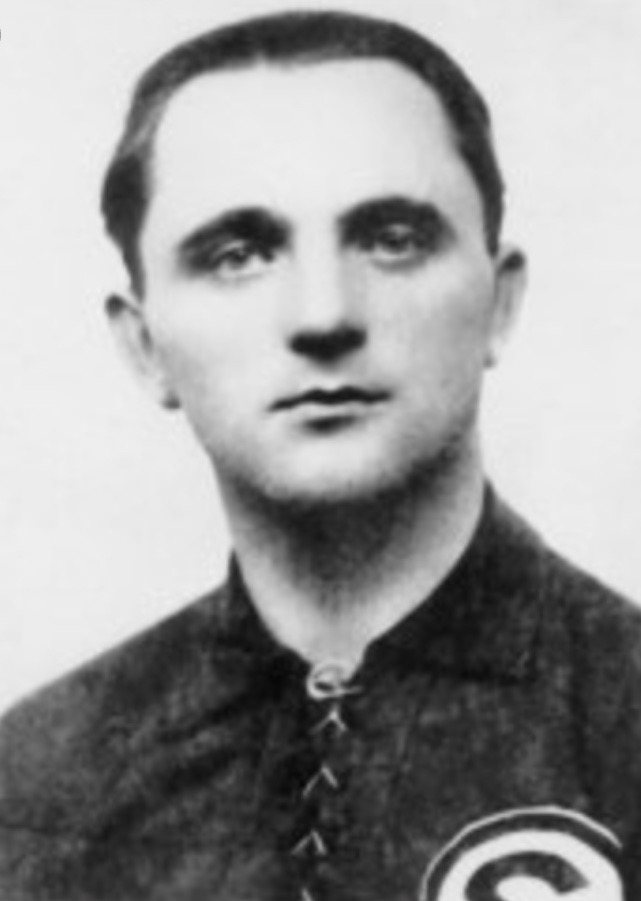
Ignace Tax (1943-1950)
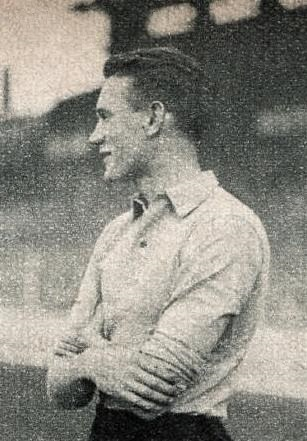
Jean Snella (1950-1959 et 1963-1967)
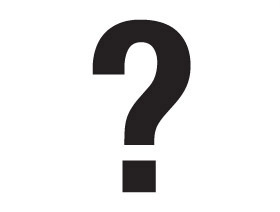
René Vernier (1959-nov. 1960)
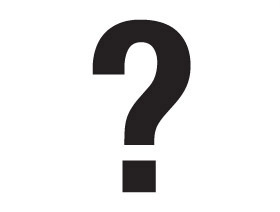
François Wicart (nov. 1960-1961 et mars 1962-1963)
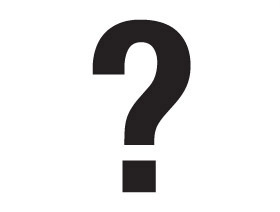
Henri Guérin (1961-mars 1962)
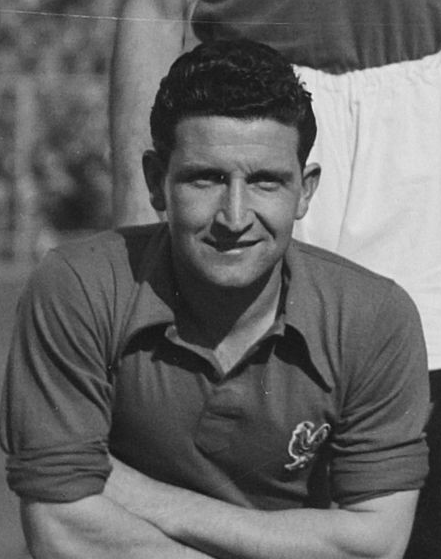
Albert Batteux (1967-1972)
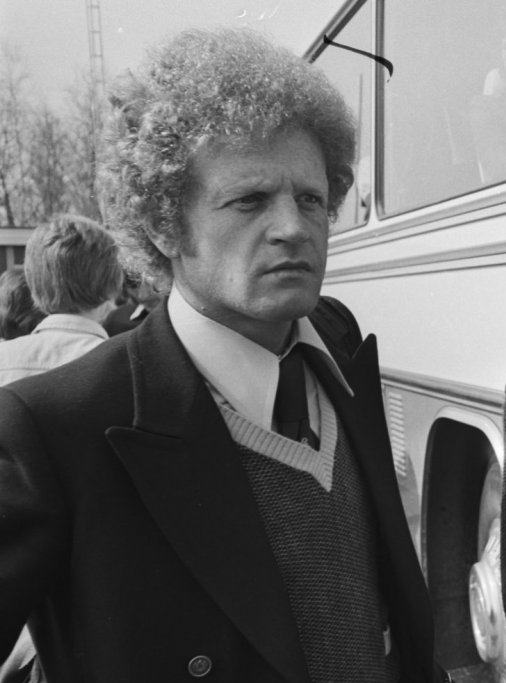
Robert Herbin (1972-janv. 1983, 1987-1990 et 1997-1998)
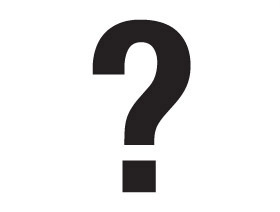
Guy Briet (janv. 1983-1983)
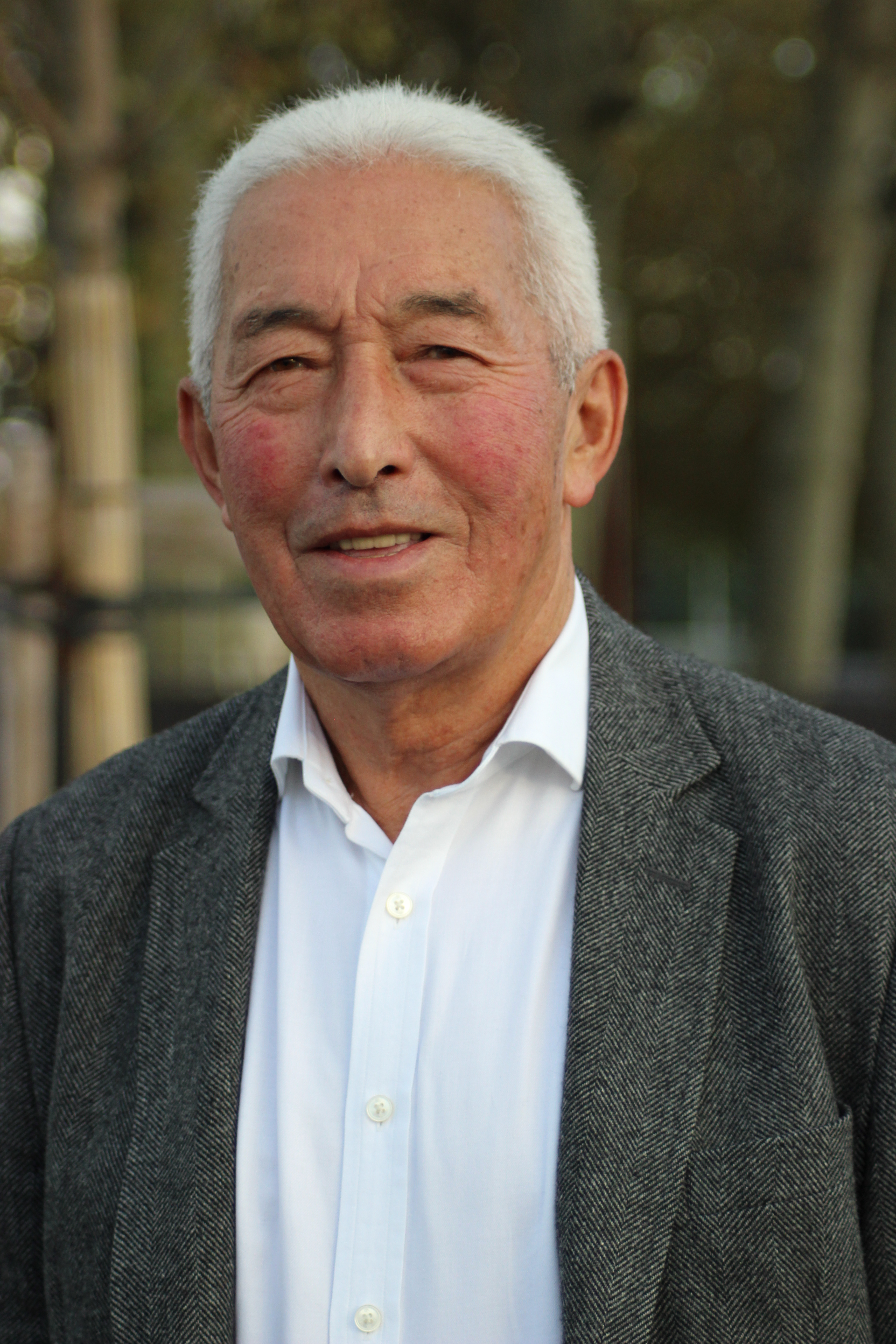
Jean Djorkaeff (1983-mars 1984)
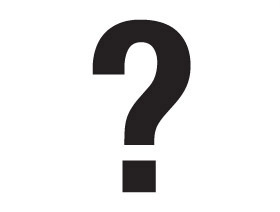
Robert Philippe (mars 1984-1984)
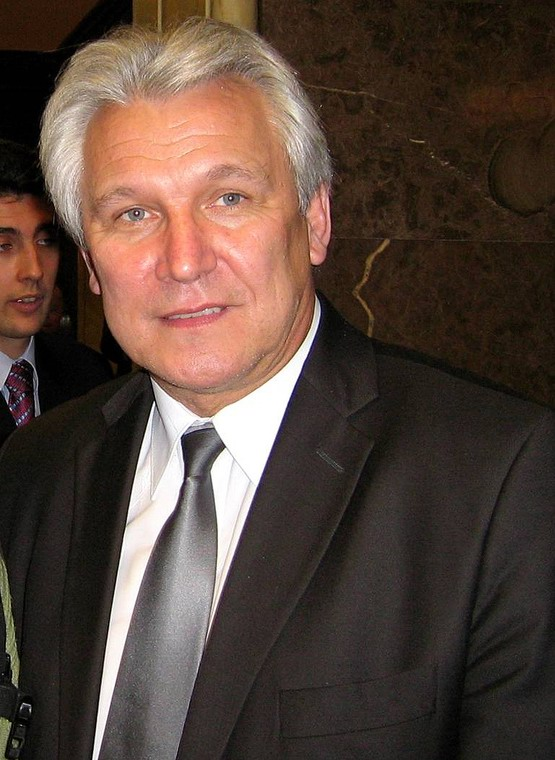
Henryk Kasperczak (1984-1987)
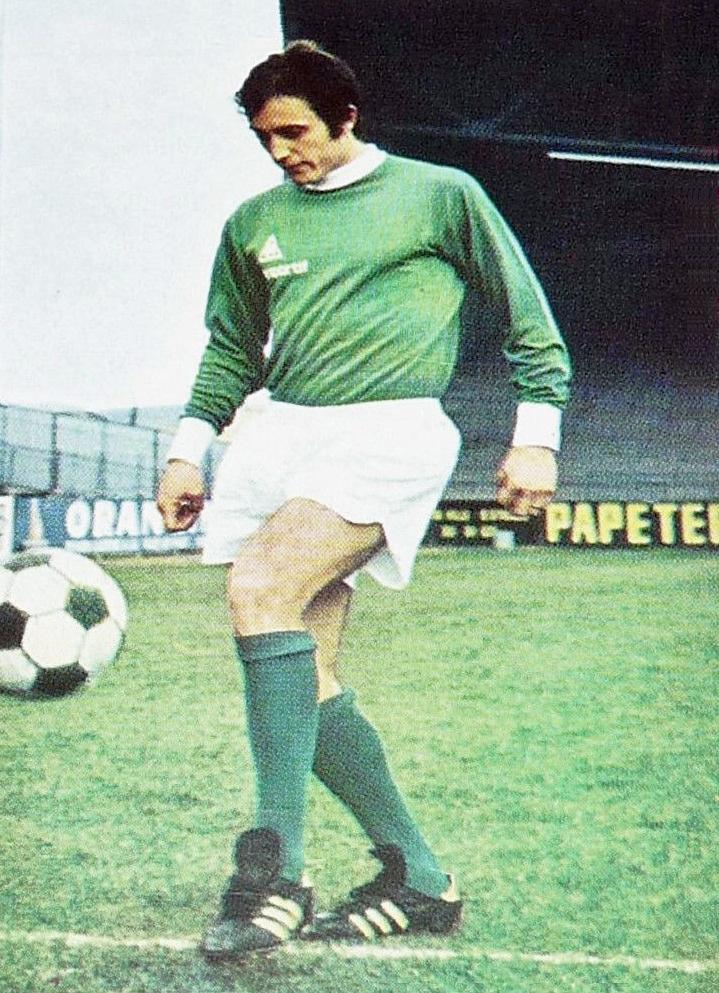
Christian Sarramagna (1990-1992)
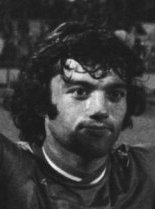
Jacques Santini (1992-1994)
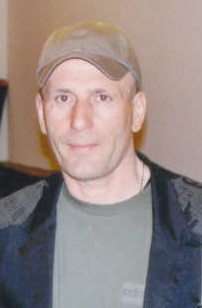
Élie Baup (1994-fév. 1996 et 2004-2006)
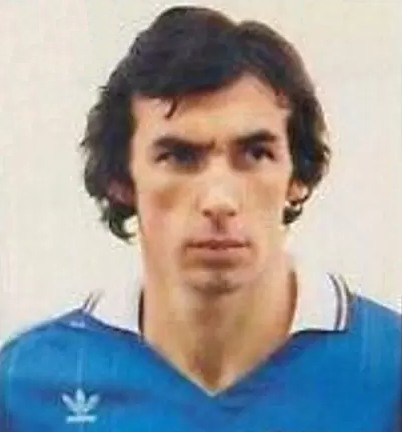
Maxime Bossis (fév. 1996)
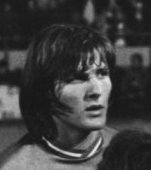
Dominique Bathenay (fév. 1996-1996)
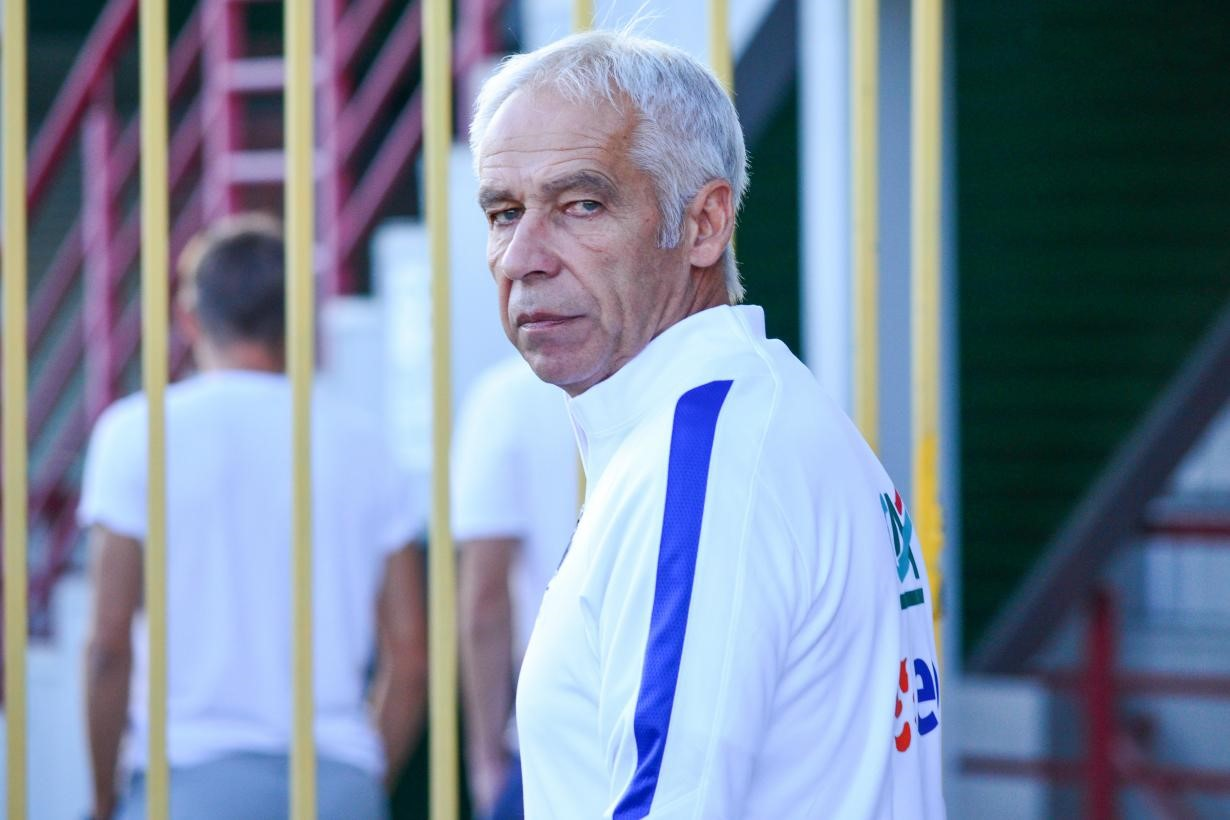
Pierre Mankowski (1996-1997)
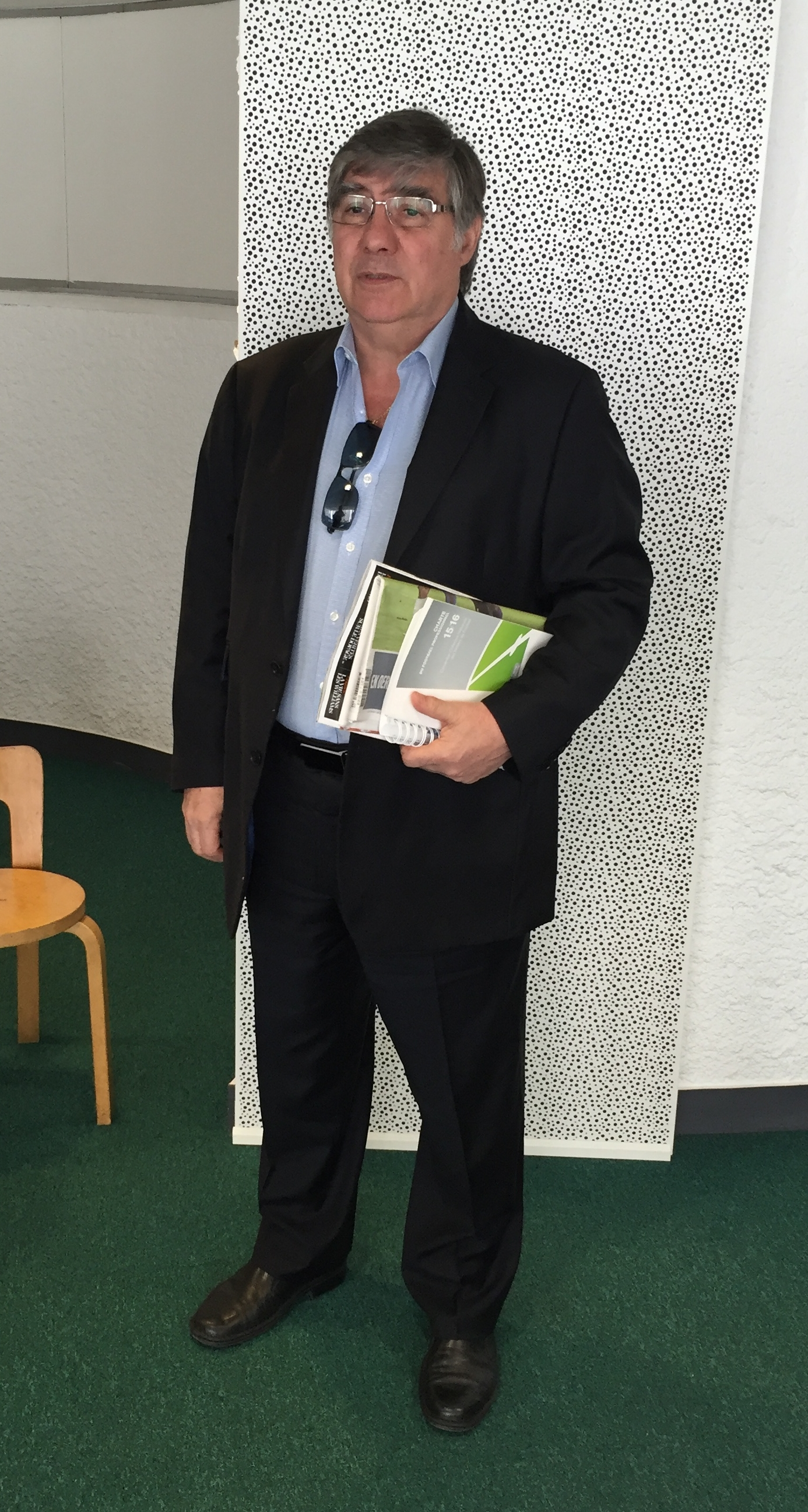
Pierre Repellini (1997-1998)
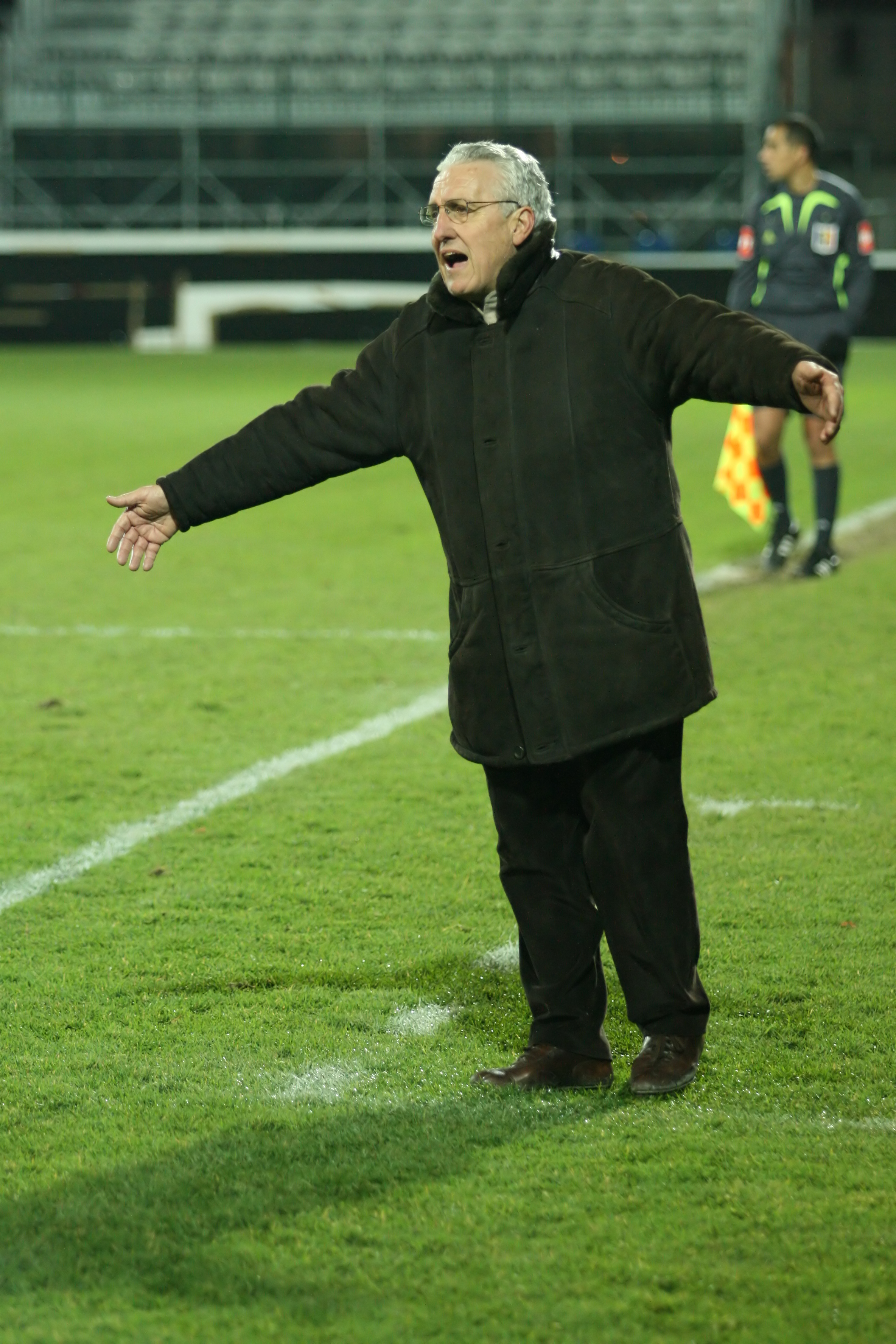
Robert Nouzaret (1998-oct. 2000)
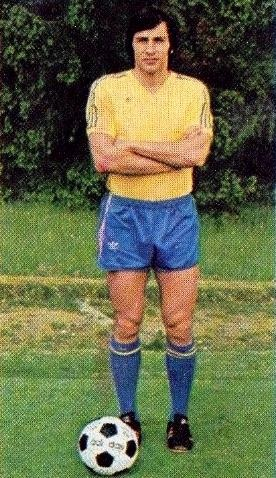
Gérard Soler (oct. 2000)
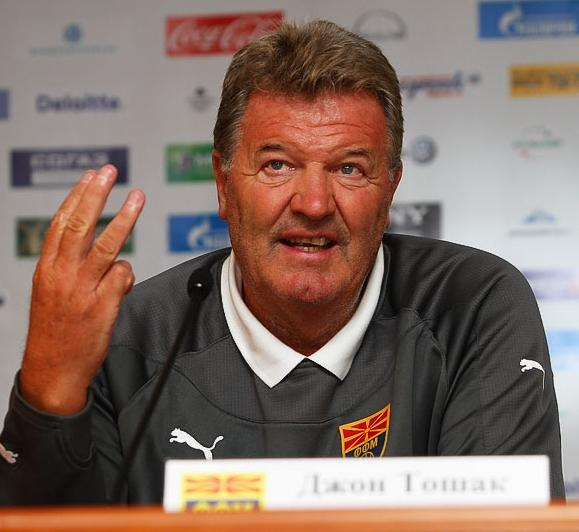
John Toshack (oct. 2000-janv. 2001)
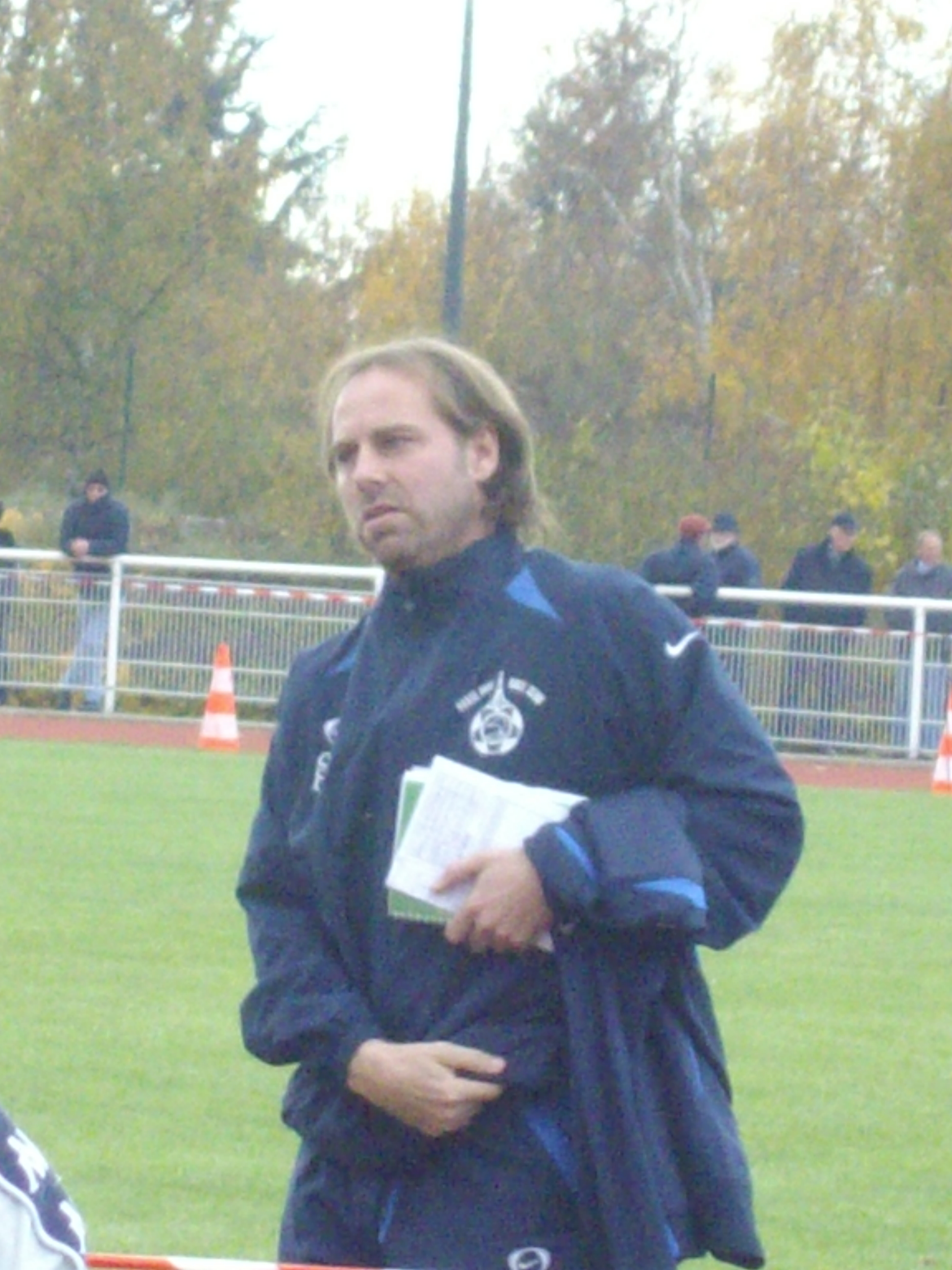
Jean-Guy Wallemme (janv. 2001-2001)
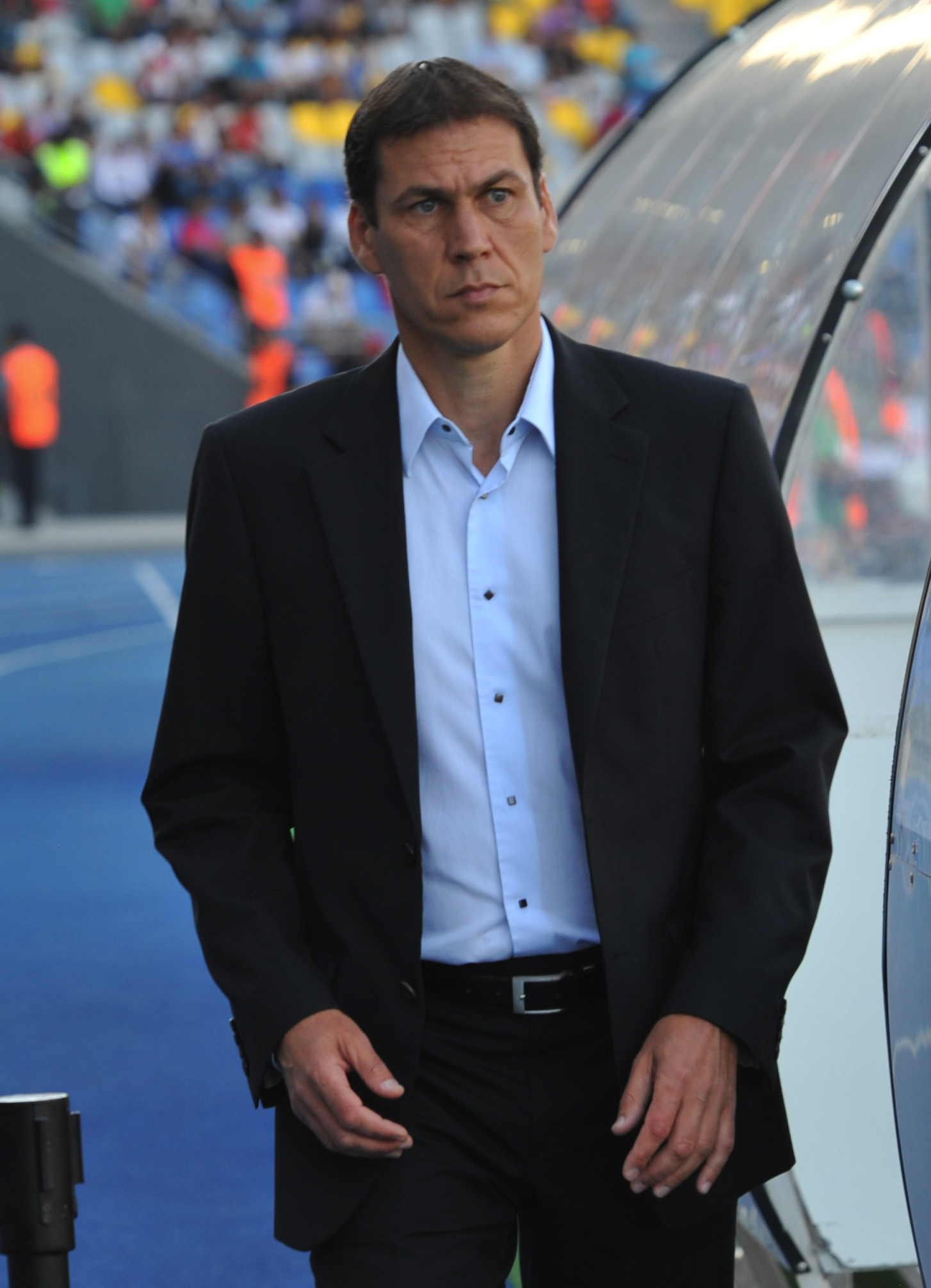
Rudi Garcia (janv. 2001-2001)
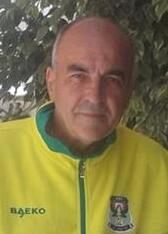
Alain Michel (2001-oct. 2001)
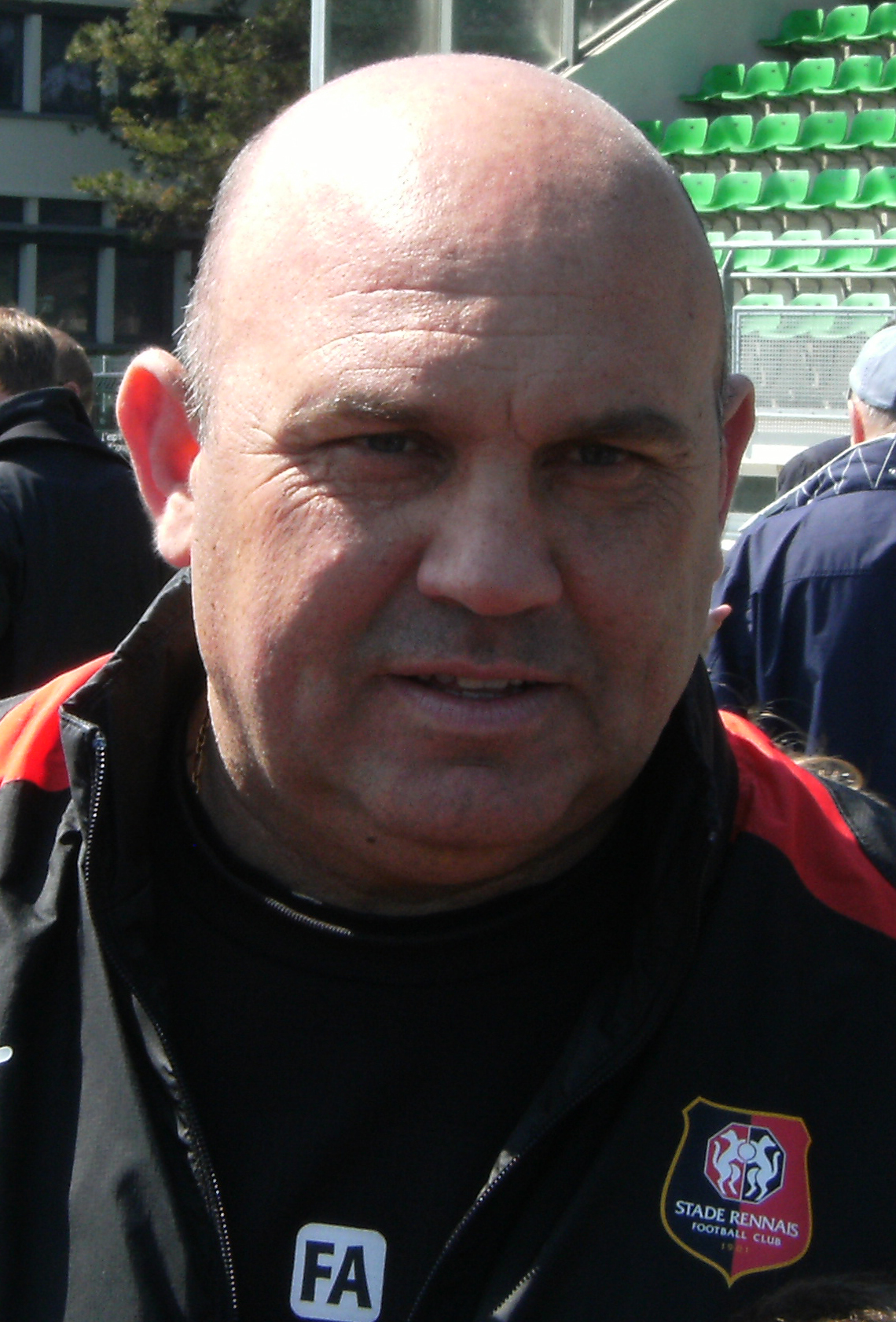
Frédéric Antonetti (oct. 2001-2004)
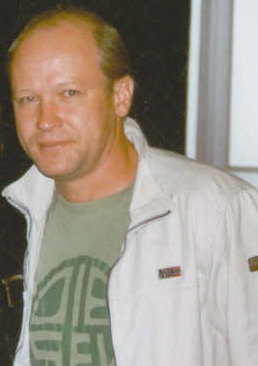
Ivan Hašek (2006-2007)
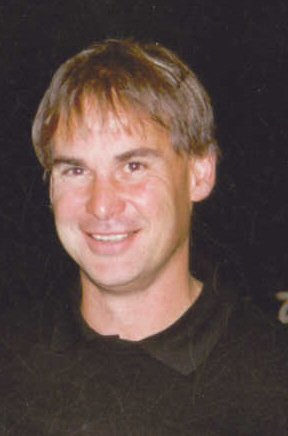
Laurent Roussey (2007-nov. 2008)
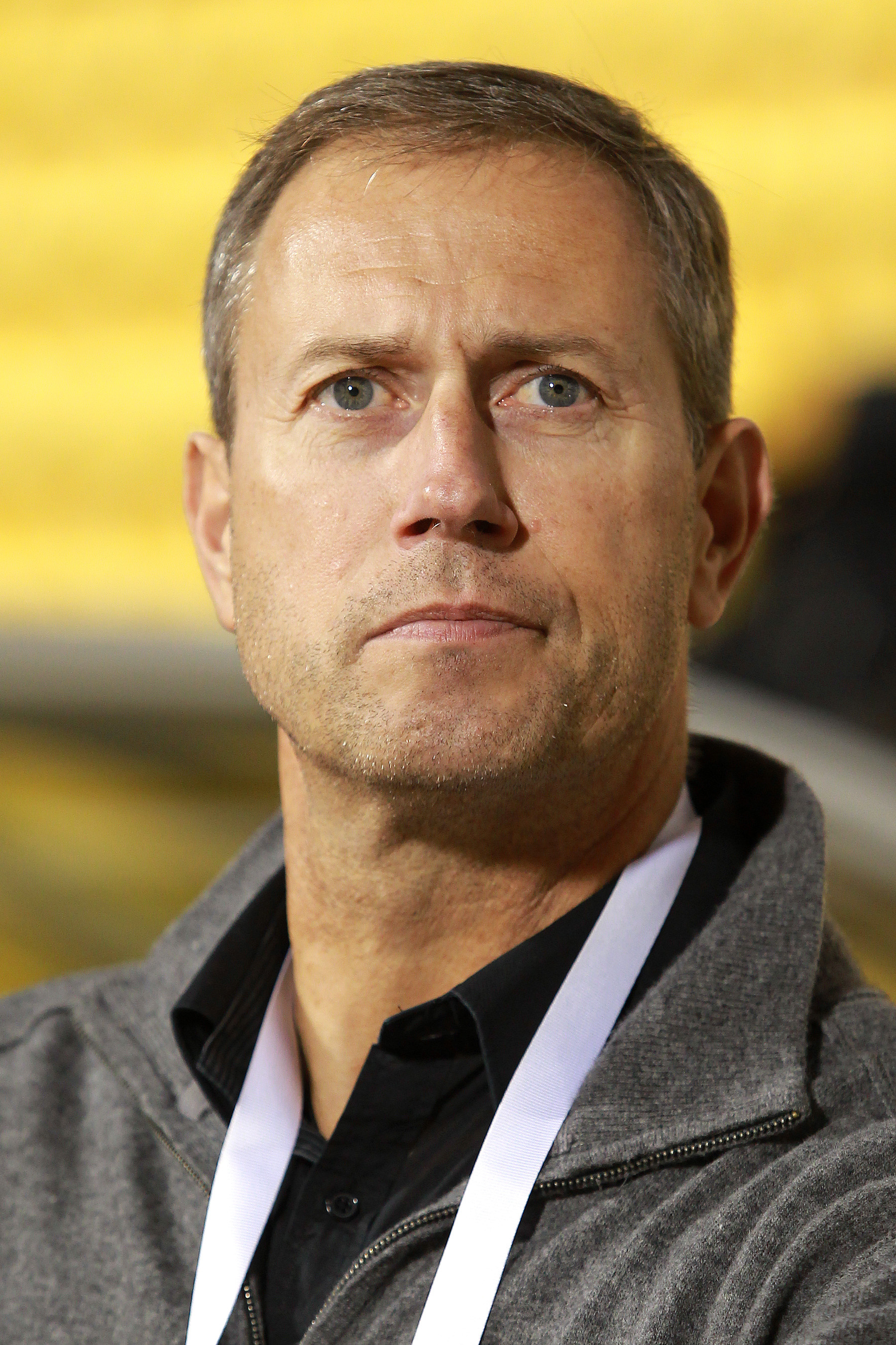
Alain Perrin (nov. 2008-déc. 2009)
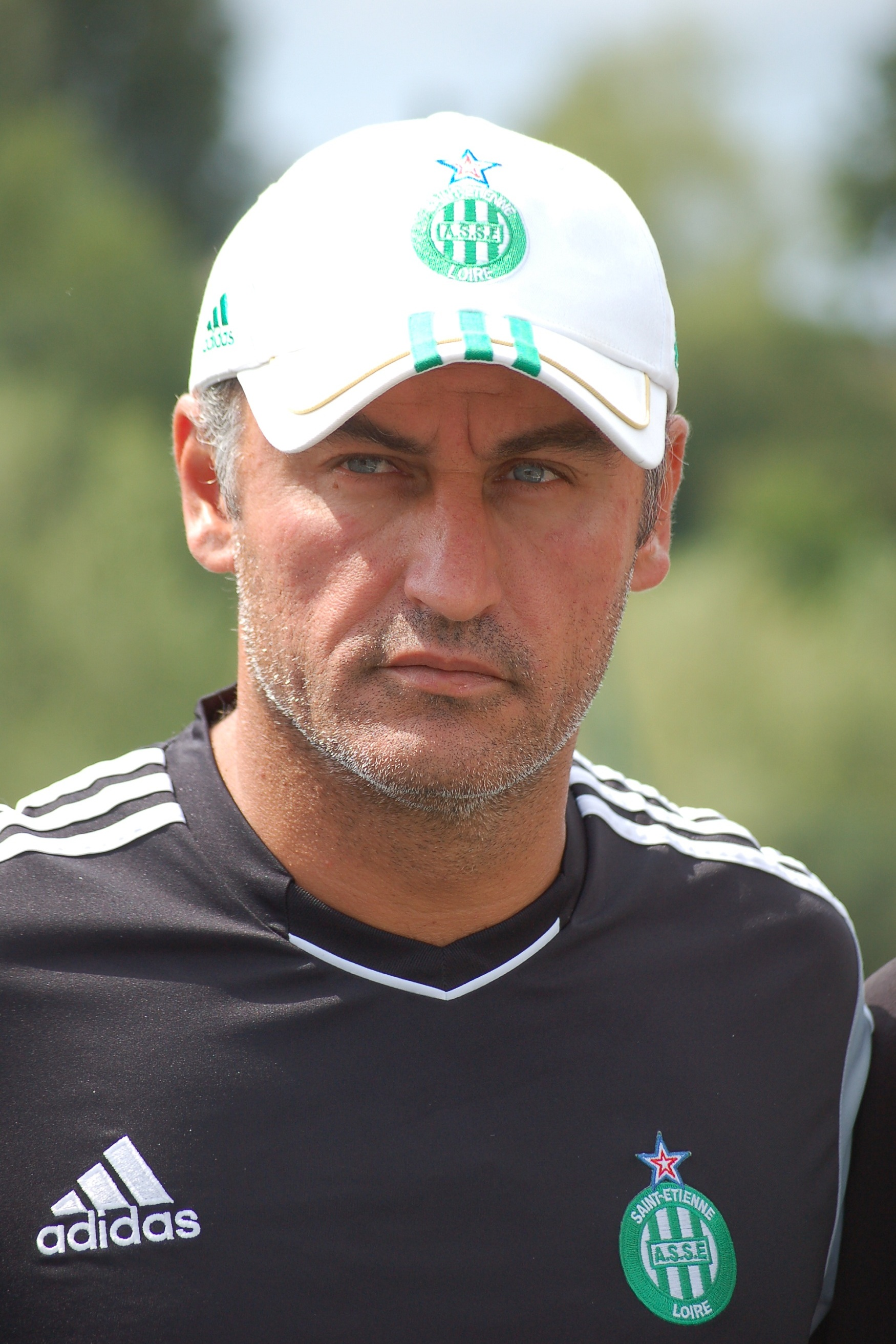
Christophe Galtier (déc. 2009-2017)
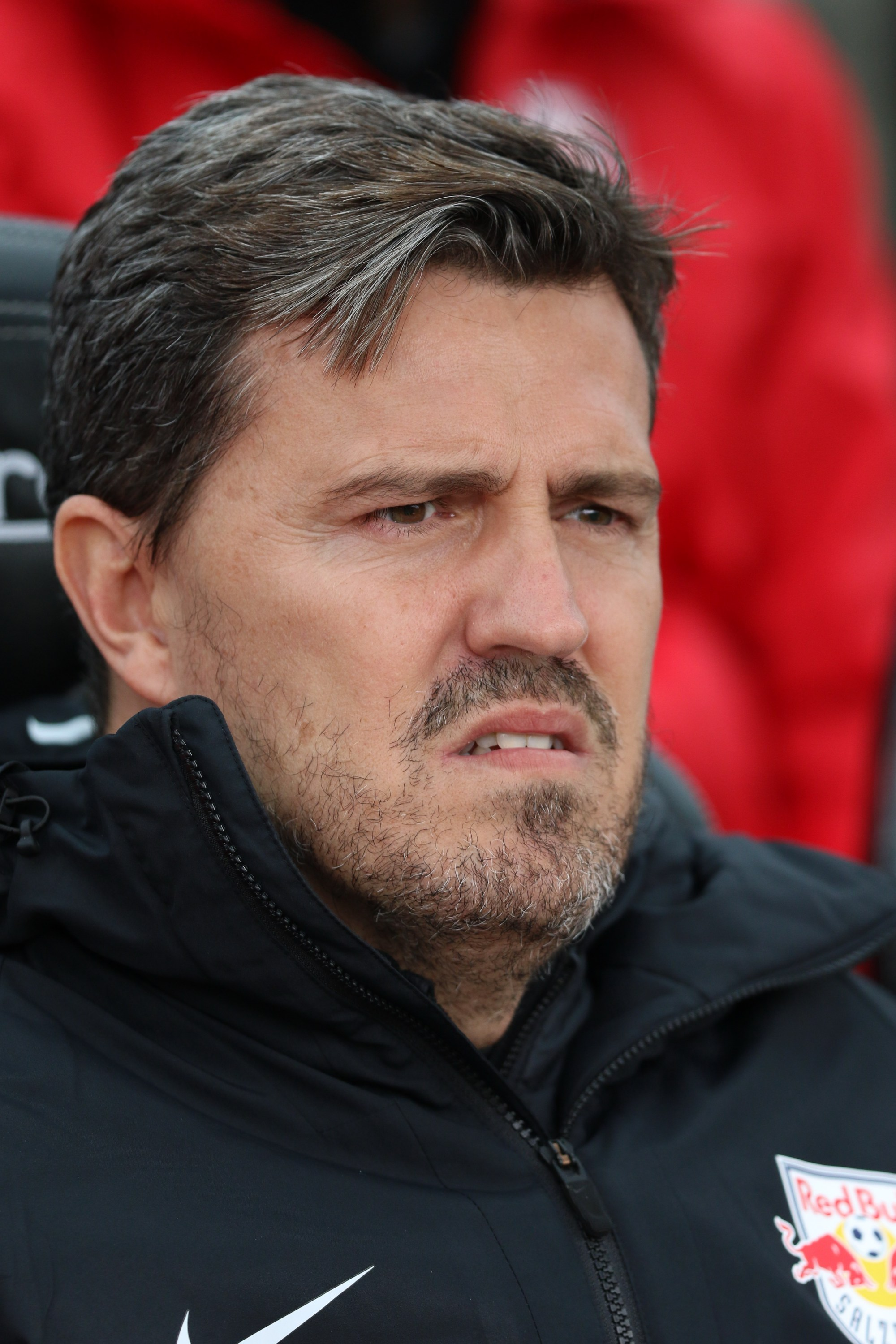
Óscar García Junyent (2017-nov. 2017)
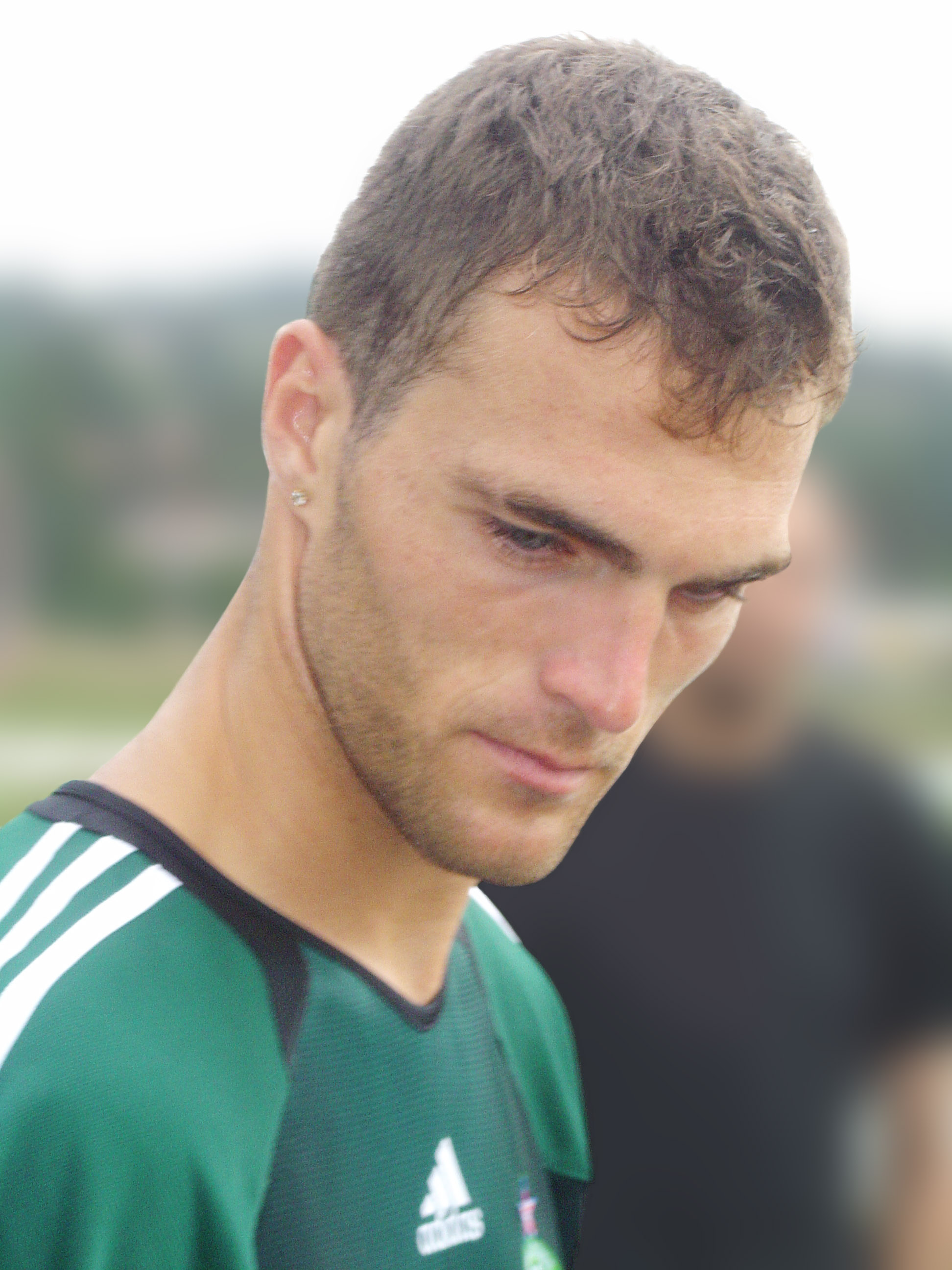
Julien Sablé (nov. 2017-déc. 2017 et déc. 2021)
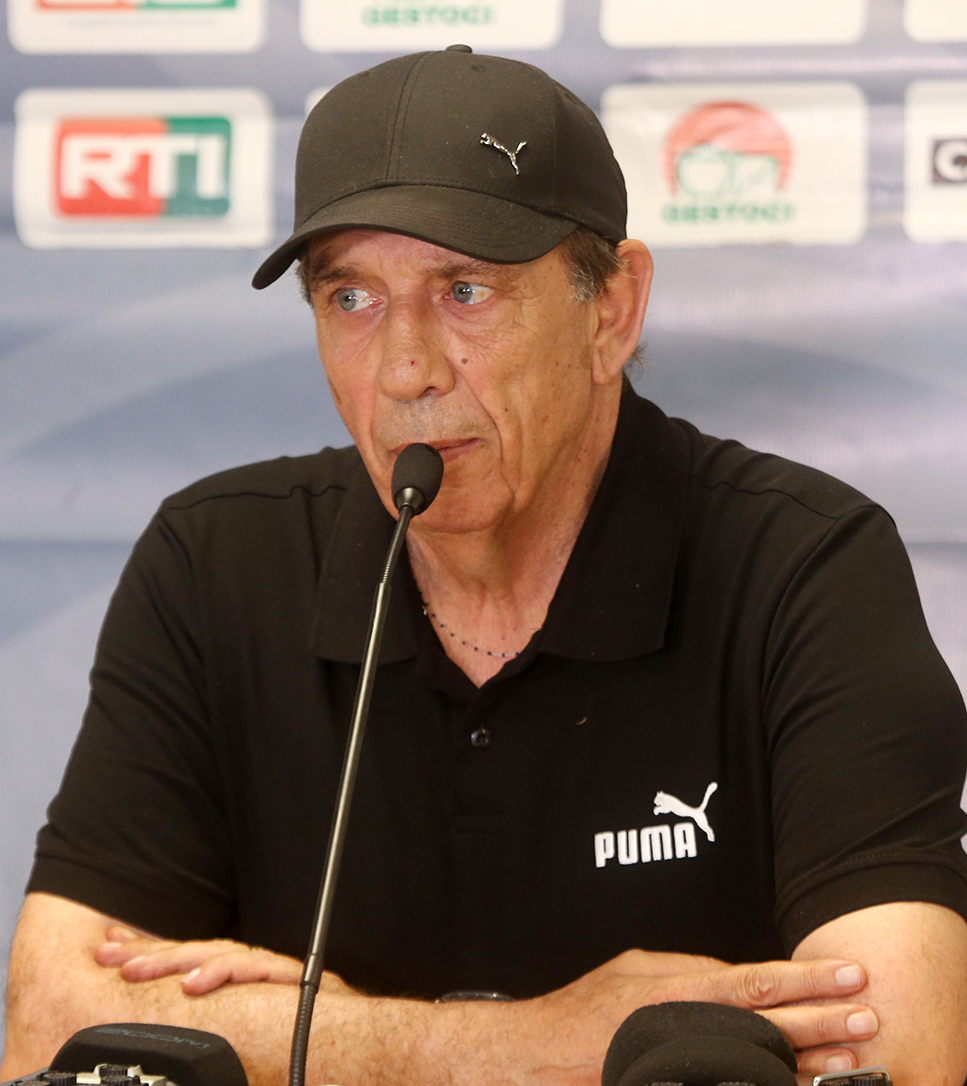
Jean-Louis Gasset (déc. 2017-2019)
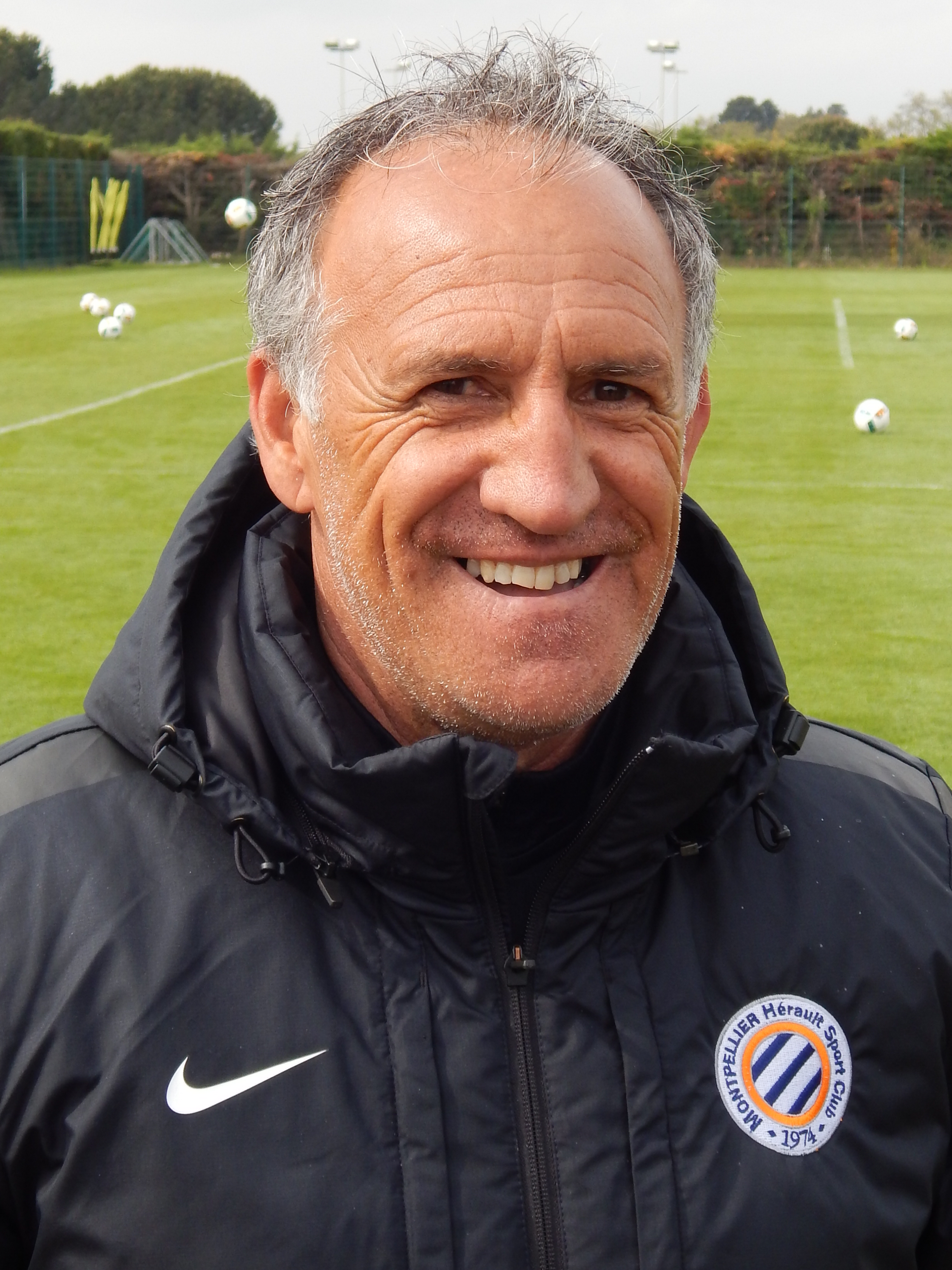
Ghislain Printant (2019-oct. 2019)
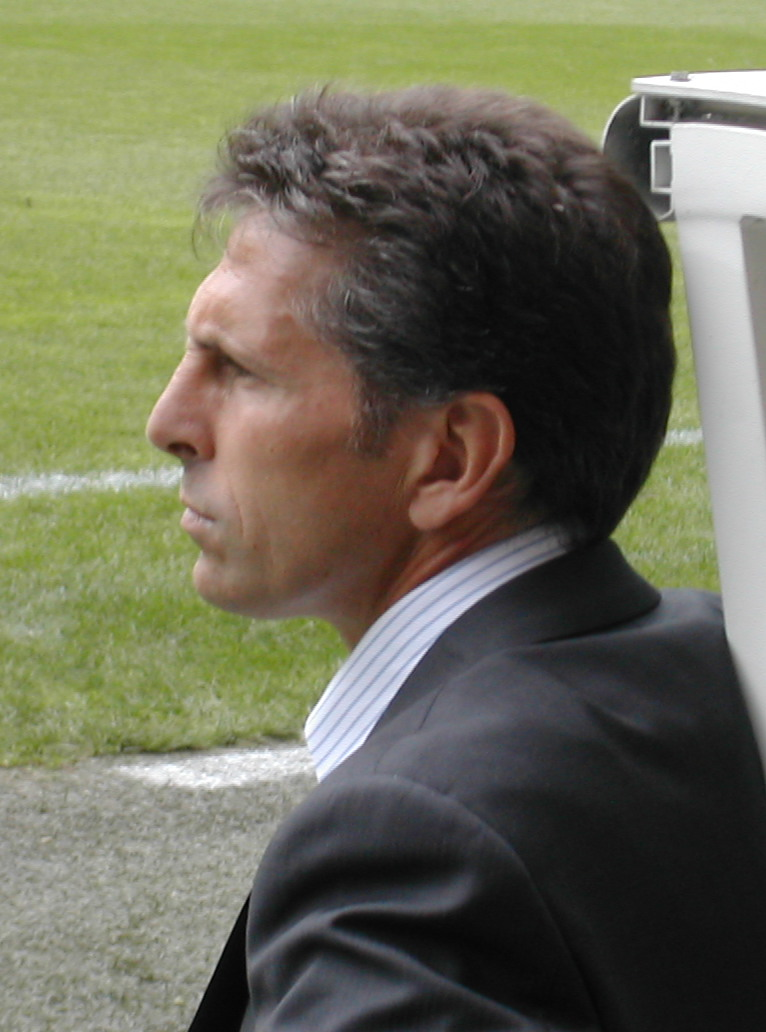
Claude Puel (oct. 2019-déc. 2021)
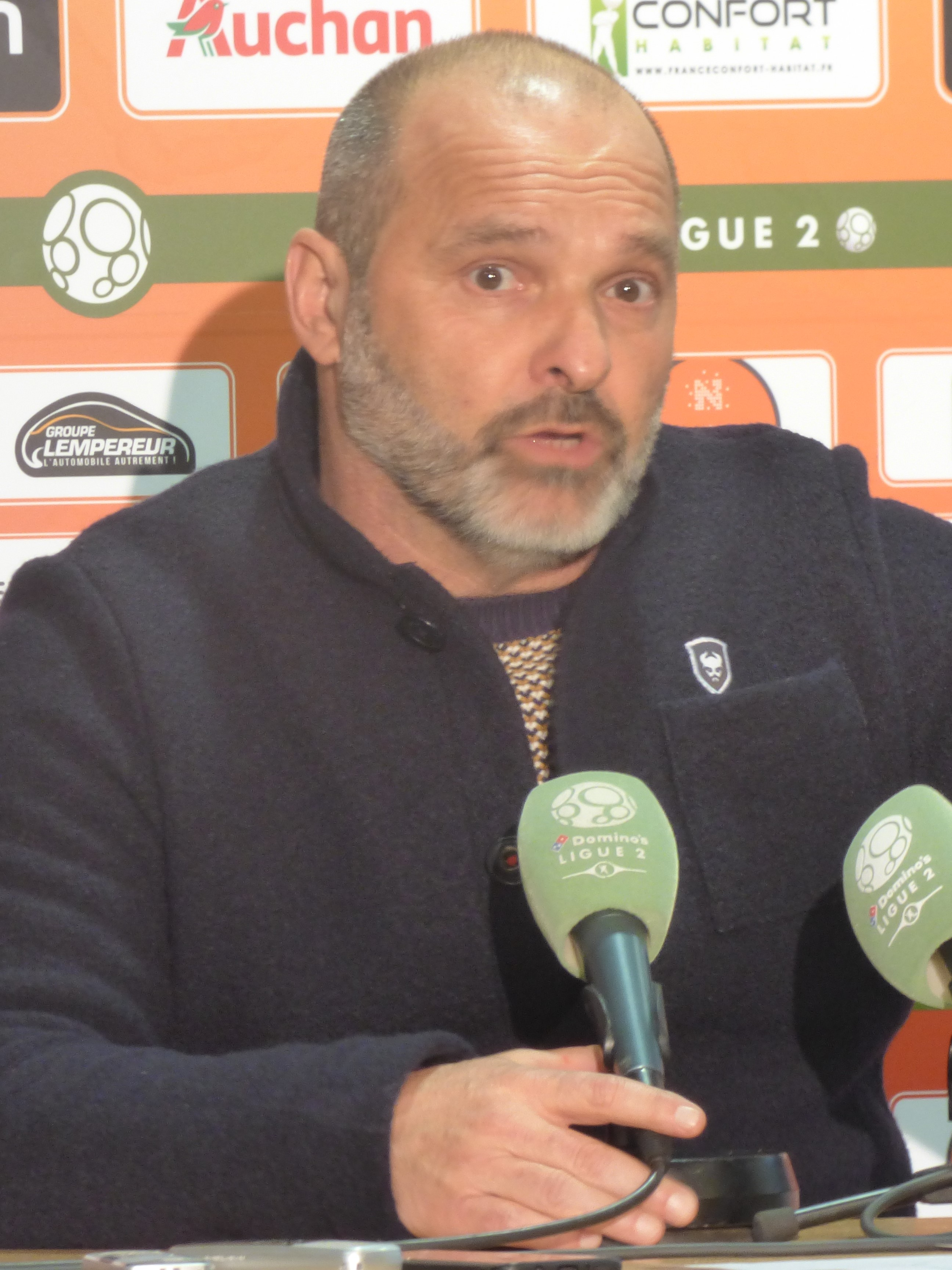
Pascal Dupraz (déc. 2021-2022)
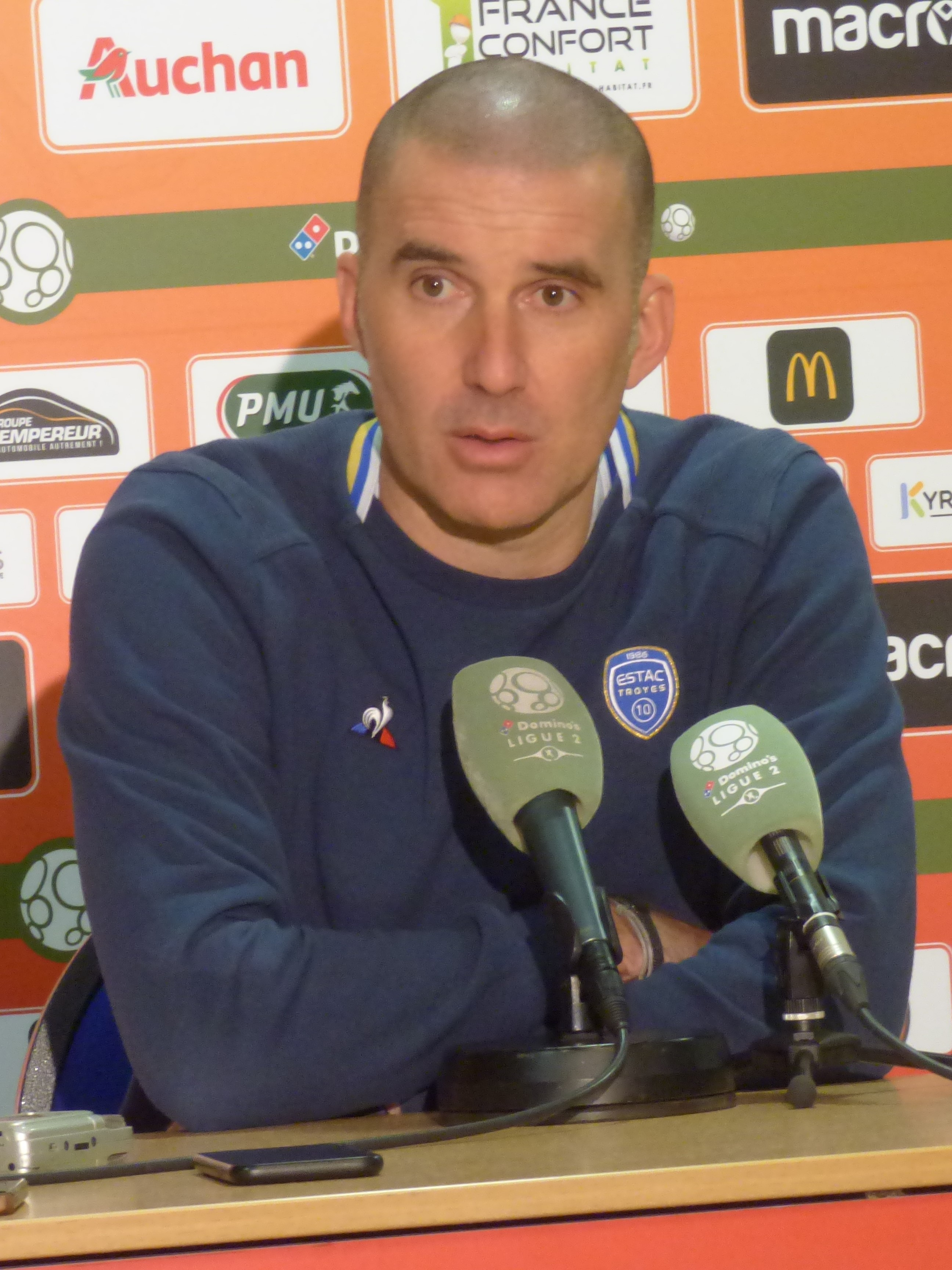
Laurent Batlles (2022-déc. 2023)
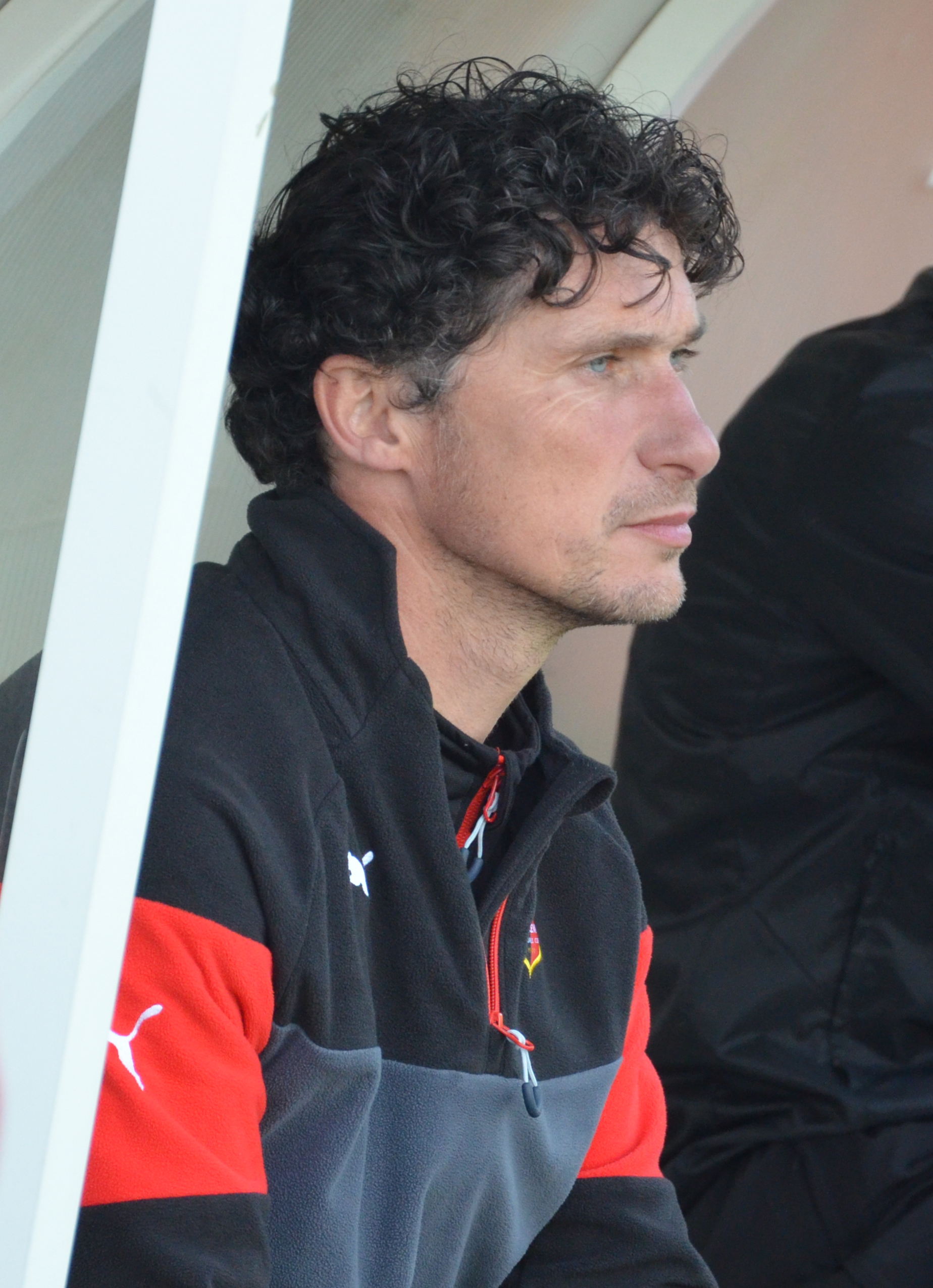
Laurent Huard (déc. 2023 et déc. 2024)
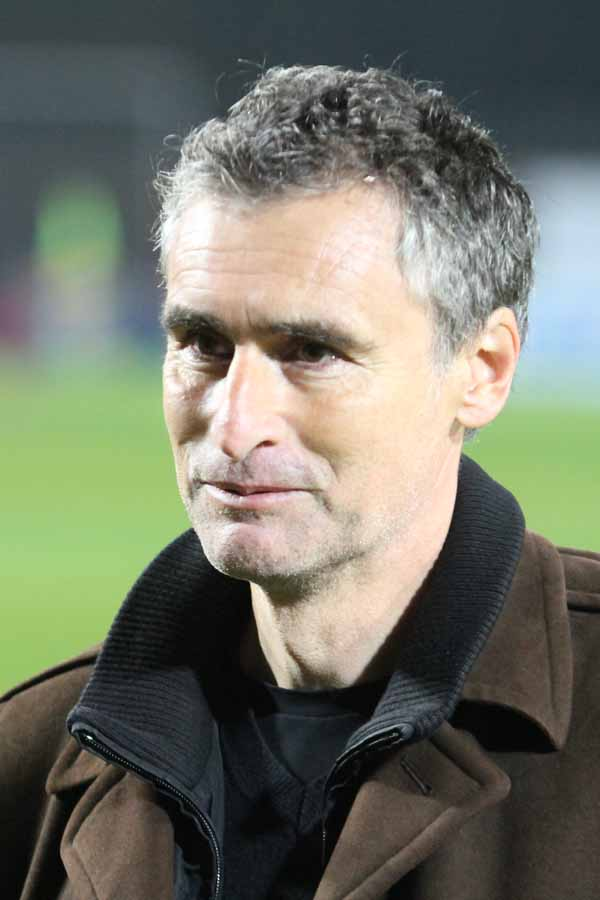
Olivier Dall'Oglio (déc. 2023-déc. 2024)
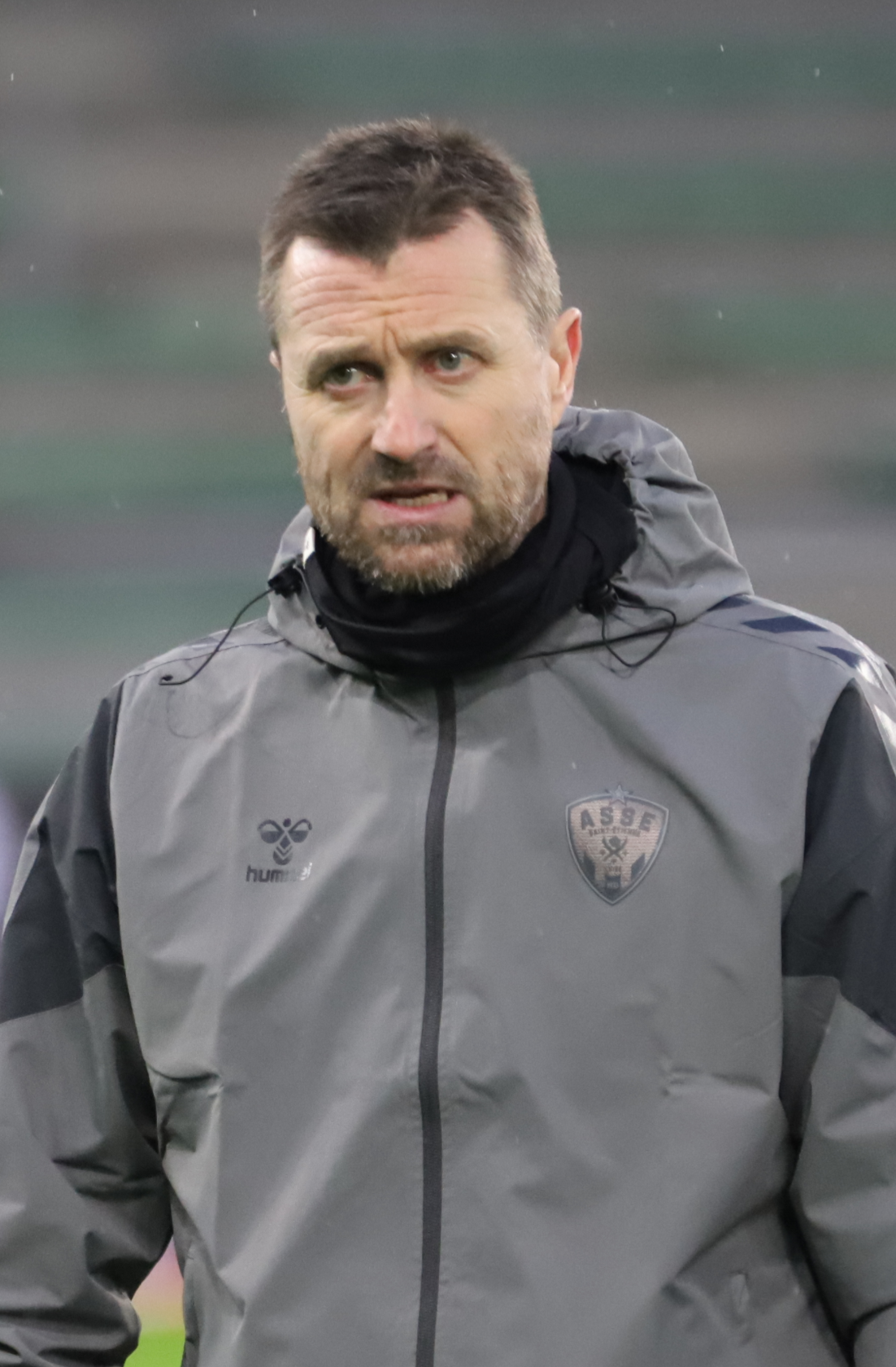
Eirik Horneland (déc. 2024-...)